# Dariush Lotfi
Dariush Lotfi (* 5. Jänner 2001 in Colchester) ist ein britisch-österreichischer Wasserspringer. Bei den Schwimmeuropameisterschaften 2024 in Belgrad gewann er mit Anton Knoll die Goldmedaille im Synchron-Bewerb vom 10-Meter-Turm.

## Karriere
Dariush Lotfi wurde in Colchester geboren und wuchs in Brightlingsea auf, wo er die Colne Community School besuchte. Sein Vater, ein gebürtiger Iraner, der seit 1978 in Großbritannien lebt, gewann 2012 Goldmedaillen bei der Masters-WM in Italien. Lotfi trainierte zunächst in Southend-on-Sea. 2016 kam er nach Graz, um bei Shahbaz Shahnazi beim Grazer AK zu trainieren. In Graz maturierte er am Bundesoberstufenrealgymnasium (BORG) Monsbergergasse. 2019 erhielt er die österreichische Staatsbürgerschaft.
Bei den Schwimmeuropameisterschaften 2022 belegte er mit Anton Knoll den sechsten Platz im Synchron-Bewerb vom 10-Meter-Turm, bei den Schwimmweltmeisterschaften 2022 wurden die beiden Zwölfte. 2023 nahm er für Österreich an den Europaspielen in Krakau teil und belegte Platz 21 vom 1-Meter-Brett.
Am 21. Juni 2024 holte er bei den Schwimmeuropameisterschaften 2024 in Belgrad gemeinsam mit Anton Knoll die Goldmedaille im Synchron-Bewerb vom 10-Meter-Turm. Für Österreich war dies die fünfte EM-Goldmedaille im Wasserspringen und die erste in einem Synchron-Bewerb. Zuvor hatte Constantin Blaha 2016 eine Bronzemedaille bei einer Europameisterschaft gewonnen, die letzte Goldmedaille im Wasserspringen gewann Kurt Mrkwicka 1962. Im Einzel-Finale vom 10-m-Turm wurde Lotfi bei den Europameisterschaften 2024 Neunter.
Ende 2023 verließ Trainer Shahbaz Shahnazi den GAK, im November 2024 übernahm Paul Pachernegg das Trainger der GAK Wasserspringer. Bei den Europameisterschaften im Wasserspringen 2025 im türkischen Antalya belegte er im Duo mit Anton Knoll den vierten Platz.

## Erfolge (Auswahl)
- Schwimmeuropameisterschaften 2022 – Platz 6 – 10 m Synchron mit Anton Knoll[10]
- Schwimmweltmeisterschaften 2022 – Platz 12 – 10 m Synchron mit Anton Knoll
- Europaspiele 2023/Wasserspringen – Platz 21 – 1-Meter-Brett
- Schwimmeuropameisterschaften 2024 – Platz 1 – 10 m Synchron mit Anton Knoll[5]
- Europameisterschaften im Wasserspringen 2025 – Platz 4 – 10 m mit Anton Knoll[13]